# Gemma Files
Gemma Files (Londres, 4 de abril de 1968) es una escritora de terror, periodista y crítica de cine canadiense. Su cuento, "The Emperor's Old Bones", ganó el premio International Horror Guild al mejor cuento de 1999. En 2015, su novela Experimental Film ganó el Premio Shirley Jackson a la mejor novela y el Premio Sunburst a la mejor ficción especulativa canadiense, en 2016. Además, cinco de sus cuentos han sido adaptados para la serie de televisión The Hunger.

## Trayectoria
Nació en 1968 en Londres, Inglaterra, hija de los actores Elva Mai Hoover y Gary Files. Su familia se mudó a Toronto en 1969. Files se graduó en la Universidad Metropolitana de Toronto en 1991 con una licenciatura en periodismo. Se casó en 2002 con el autor de ciencia ficción y fantasía Stephen J. Barringer (con quien coescribió each thing i show you is a piece of my death). Tienen un hijo, llamado Callum Jacob, nacido en septiembre de 2004.
Files publicó su primera ficción de terror, titulada Fly-by-Night, en 1993. Varios encargos como freelance la llevaron finalmente a un puesto estable en la revista de entretenimiento Eye Weekly, donde adquirió reputación local como una perspicaz comentarista del género de terror, así como del cine independiente y canadiense. Cameron Bailey, de la revista NOW, la incluyó como una de las 10 personas más destacables del cine canadiense en 1996.[cita requerida] También ha escrito reseñas para el sitio web film.com y para la revista de terror canadiense Rue Morgue.
En 2000, su premiado cuento "The Emperor's Old Bones" se reimprimió en la decimotercera colección anual de la antología titulada The Year's Best Fantasy and Horror (ed. Terri Windling y Ellen Datlow). En 2010, su novela each thing i show you is a piece of my death, nominada al Premio Shirley Jackson, se reimprimió en The Best Horror of the Year, Volume Two (ed. Ellen Datlow). Su cuento "The Jacaranda Smile" también fue finalista del Premio Shirley Jackson 2009.
Su primera novela, A Book of Tongues, ganó el premio Black Quill 2010 en la categoría Best Small Press Chill de la revista Dark Scribe. A esta obra le siguieron las secuelas A Rope of Thorns en 2011 y A Tree of Bones en 2012, que unidas conforman The Hexslinger Series. A Rope of Thorns fue considerada una "poderosa secuela" de A Book of Tongues por la revista estadounidense Publishers Weekly. Su libro, We Will All Go Down Together, que trata sobre un aquelarre de brujas y cambiantes, recibió una reseña positiva en la emisora pública estadounidense National Public Radio (NPR).
En 2017, la editorial española especializada en literatura de terror La biblioteca de Carfax publicó su novela Experimental film de 2015 en castellano, traducida por Elisa Rivera. Posteriormente, en 2021, se publicó también un libro de relatos titulado Esto no es para vosotros y otras historias con siete de sus cuentos: «Los viejos huesos del emperador», «Little Ease», «Ajuar funerario», «todo lo que te enseño son pedazos de mi muerte», «Cabellos», «Todo ángel» y «Esto no es para vosotros», traducidos por Pilar Ramírez Tello.

## Obra
- 2003 – Kissing Carrion: Stories. Prime Books/Wildside Press. ISBN 1-894815-63-7
- 2004 – The Worm in Every Heart: Stories. Prime Books/Wildside Press. ISBN 1-894815-76-9
- The Hexslinger Series:
  - 2010 – A Book of Tongues: Volume One in the Hexslinger Series. ChiZne Publications. ISBN 978-0-9812978-6-6
  - 2011 – A Rope of Thorns: Volume Two in the Hexslinger Series. ChiZine Publications. ISBN 978-1-926851-14-3
  - 2012 – A Tree of Bones: Volume Three in the Hexslinger Series. ChiZine Publications. ISBN 978-1926851570
  - 2013 – The Hexslinger Omnibus (eBook Edition). ChiZine Publications, ASIN B00EXOT72Q
- 2014 – We Will All Go Down Together: Stories of the Five-Family Coven. ChiZine Publications. ISBN 978-1771482011
- 2015 – Experimental Film. ChiZine Publications. ISBN 978-1771483490[10][11][12][13][14][15][16]
- 2017 – Experimental film. (en español) La biblioteca de Carfax. ISBN 978-84-946682-2-7
- 2018 – Drawn Up From Deep Places. JournalStone.
- 2021 – In That Endlessness, Our End, Grimscribe Press.[17]
- 2021 – Esto no es para vosotros y otras historias. (en español) La biblioteca de Carfax. ISBN 978-84-122813-3-0
- 2023 – Dark Is Better, Trepidatio Publishing.
- 2023 – Blood From The Air, Grimscribe Press.

## Reconocimientos
Muchos de los relatos de Files han recibido premios y nominaciones. Entre ellos, su cuento, "The Emperor's Old Bones", ganó el premio International Horror Guild al mejor cuento de 1999.
La primera novela de Files, A Book of Tongues, ganó el premio Black Quill 2010 en la categoría Best Small Press Chill de la revista Dark Scribe. En 2015, su novela Experimental Film ganó el Premio Shirley Jackson a la mejor novela y el Premio Sunburst a la mejor ficción especulativa canadiense (en el género de novela) en 2016.